# Manuel Láinez
Manuel Láinez (Buenos Aires, 26 de marzo de 1852 – ibídem, 4 de marzo de 1924) fue un periodista y político argentino que fundó y dirigió el periódico El Diario, fue diputado y senador nacional e impulsor de la ley de creación de escuelas públicas conocida como Ley Láinez.

## Su familia
Su madre, nacida en Arrecifes, en 1822, era la última hija de Juan Vicente Cané,casada en 1844 con Pedro Martín Lainez Ocampo, nacido en Buenos Aires en 1816, quien murió en la batalla de Pavón el 17 de septiembre de 1861. El matrimonio tuvo dos hijos: Manuel Lainez Cané y Bernabé Antonio Lainez Cané. El primero se casó en 1882 con Elvira Adriana De la Riestra Agrelo (1858-1935) y tuvieron un hijo, Norberto Lainez de la Riestra, fallecido en 1955.

## Primeros años

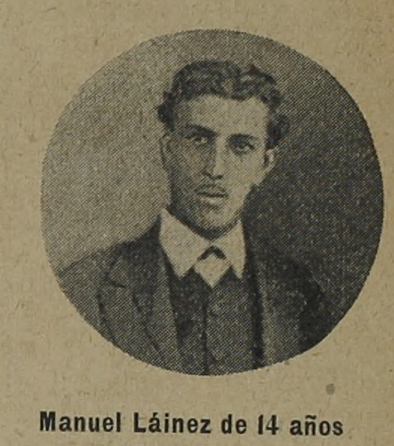
Manuel Láinez a los 14 años.

Nació en el gran caserón de sus bisabuelos, los Andrade, en las cercanías de la iglesia de San Ignacio en el barrio de Montserrat. Se críó con su madre y con sus primos, los Varela. En ese mismo lugar, su tío Miguel Cané había fundado en 1832 junto a Juan María Gutiérrez y Vicente Fidel López la Asociación de Estudios Históricos y Sociales.
Hizo sus primeros estudios en el colegio que dirigía el educacionista gibraltarino José Luis de la Peña y en el de Guillermo Parody, para luego continuarlos en el Colegio Nacional de Buenos Aires  dirigido por Amadeo Jacques.

## Actividad periodística
Comenzó a los 15 años su carrera de periodista que se extendió hasta su fallecimiento, colaborando como corrector de pruebas en el diario La Tribuna el diario fundado por sus primos Héctor y Mariano Varela después de la victoria de Caseros para apoyar a Justo José de Urquiza, que más adelante apoyó la carrera política de Julio Argentino Roca y fue un baluarte del Partido Autonomista Nacional.
Viajó a Europa con su tío Miguel Cané y asistió a los sucesos de la Comuna de París en 1871, y también a Estados Unidos. Estos viajes le permiten conocer la prensa extranjera y hacer sus primeras armas en el oficio de periodista.
Desde 1874 volvió a escribir en  La Tribuna   como comentarista político. 
El 8 de septiembre de 1881 fundó el periódico El Diario , que dirigió hasta su muerte, en cuya sección  Hombres y cosas  escribía bajo el seudónimo de Juan de las Viñas, Láinez polemizando con los personajes políticos a través del sarcasmo y la caricatura. 
El 2 de marzo de 1884 fundó en la ciudad de La Plata junto a Arturo Ugalde, Martín Biedma y Julio Botet el diario  El Día (Argentina)|El Día , primer órgano de prensa de esa ciudad.
Fundó la Editorial Láinez, cuyo primer título fue la revista Tit-Bits en 1909, que se declara una “Revista argentina ilustrada de todo lo más interesante, útil y ameno de los libros, periódicos y colaboradores del mundo”, que inicialmente publicaba folletines policiales y de aventuras así como notas breves sobre curiosidades, historia e incluso temas de salud y abundante publicidad y sólo años después incluyó historietas. 
Uno de los sillones académicos de la Academia Nacional de Periodismo de Argentina lleva su nombre como homenaje a su trayectoria.

## Actividad política
Al producirse durante la presidencia de Domingo Faustino Sarmiento el golpe de Estado encabezado por Bartolomé Mitre en 1874, contra la elección de Nicolás Avellaneda como presidente, Láinez participó en apoyo del gobierno como capitán de las compañías del regimiento de la guardia nacional.
En 1880, cuando después de la federalización de Buenos Aires fue elegido gobernador de la provincia Dardo Rocha, este le ofreció el cargo de secretario de la Cámara de Senadores, que asumió en octubre de 1880. 
Fue diputado nacional por la provincia de Buenos Aires por el período 1884 a 1888 y senador nacional por el mismo distrito por el período del 21 de mayo de 1904 al 30 de abril de 1913.
Su formación periodística se aprecia en el estilo de su labor parlamentaria. Lejos del pensamiento “docto” propio de quienes sustentaban títulos de carreras liberales, la fundamentación de sus proyectos era de corte pragmático, ateniéndose a las necesidades prácticas antes que a las doctrinas.
En el Senado, Láinez participó, entre otros debates, en los relativos a la representación de la prensa en el parlamento.
En materia educativa auspiciaba la instalación de Colegios Nacionales en ciudades del interior, incluyendo casas tutoriales para alojamiento, estudio y educación de los alumnos, para evitar la migración interna de los jóvenes desde las provincias hacia la Capital Federal, sosteniendo que el colegio nacional contribuye con sus profesores al avecinamiento y radicación en los pueblos de provincia. 
También se preocupó por el ejercicio del magisterio y el profesorado;  presentó un proyecto de ley orgánica del profesorado, incluyendo un régimen de jubilación especial y la protección contra el despido sin causa justa. Propone también un censo del profesorado y del magisterio nacional, que sirva como base para establecer un escalafón.
Como integrante de la comisión de presupuesto, Láinez intervino a favor de un gasto eficiente y racional del Tesoro Nacional, en especial en materia de educación pública.
En 1919 se desempeñó como embajador extraordinario ante Italia y Francia. Era socio del Círculo de Armas, una asociación con sede en Buenos Aires de acceso muy restringido.

## La Ley Láinez
Desde su banca en el Senado impulsó y consiguió fuera aprobada el 30 de septiembre de 1905, la ley que lleva su nombre, pese a la oposición de importantes sectores de la sociedad. Esta ley complementó la ley 1420 de educación pública, gratuita y obligatoria.